# فوتوباکت
فوتوباکت (انگلیسی: Photobucket) شرکت نرم‌افزار آمریکایی است، که در سال ۲۰۰۳ تأسیس شد.